# تپه قدیم بلوردی
تپه قدیم بلوردی مربوط به عصر مس - دوره قاجار است و در شهرستان هرسین، بخش بیستون، دهستان چمچمال، ۱/۵ کیلومتری غرب روستای بلوردی سفلی واقع شده و این اثر در تاریخ ۲۶ اسفند ۱۳۸۷ با شمارهٔ ثبت ۲۵۶۶۳ به‌عنوان یکی از آثار ملی ایران به ثبت رسیده است.